# The Only Exception
«The Only Exception» —en español: «La única excepción»— es una canción interpretada por el grupo estadounidense de rock alternativo Paramore, incluida en su tercer álbum de estudio, Brand New Eyes, de 2009. El sencillo fue escrito por Hayley Williams y Josh Farro, mientras que al grupo entero se le acredita como coproductores de este. La canción contó con una buena recepción comercial, habiendo encabezado la posición número uno del Rock Chart de Reino Unido; asimismo, alcanzó el puesto número trece y diecisiete en Nueva Zelanda y Australia, respectivamente. En efecto, el tema se denomina como el más exitoso de la banda hasta ahora.
Por otro lado, también recibió buenos comentarios por parte de los críticos musicales, quienes elogiaron la interpretación vocal de Williams e indicaron que «The Only Exception» daba un estilo musical diferente para el grupo. Asimismo, le valió una nominación Grammy por «Mejor interpretación pop vocal de grupo/dúo». El estadounidense Brandon Chesbro dirigió su vídeo musical, el cual Paramore lanzó el 17 de febrero de 2010, a través de su sitio web oficial.

## Antecedentes

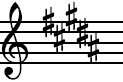
La canción está compuesta en la tonalidad de si mayor, y se canta en el rango vocal de fa_{5} a re_{5}.

«The Only Exception» fue publicado como el tercer sencillo del álbum de estudio Brand New Eyes, de 2009. Varios críticos musicales notaron que Paramore, quien usualmente produce material más oscuro, al igual que muchas canciones del género alternativo, daba un estilo musical diferente para el grupo con «The Only Exception».
La revista estadounidense Rolling Stone describió la canción como «una sutil balada al estilo Radiohead». La letra de la canción asume a la protagonista quien no cree que el amor exista y trata de vivir sin él, sobre todo para evitar el rechazo; pero como desenlace darse cuenta de que existe, describiendo a la persona como su «única excepción». Muchos seguidores de la banda creen que la canción fue escrita como una oda a Chad Gilbert de New Found Glory. En efecto, Williams se negó a comentar directamente sobre el tema, limitándose a decir: «Lean un par blogs, y lo van a entender».
Otros temas de la canción incluyen tratar de buscar una relación, así como tratar de hacer una última duradera; que se puede ver en las letras: «I know you're leaving in the morning, when you wake up/Leave me with some kind of proof it's not a dream» —traducido como: «Se que te irás por la mañana, cuando despiertes/Déjame con una prueba de que esto no es un sueño»—. De acuerdo con la partitura publicada en Musicnotes.com por Alfred Music Publishing, el sencillo está escrito en compás de 6/8. La canción está interpretada tono de si mayor y se canta en el rango vocal de fa♯5 a re♯5. «The Only Exception» posee un tempo moderadamente lento de 48 pulsaciones por minuto.

## Vídeo musical

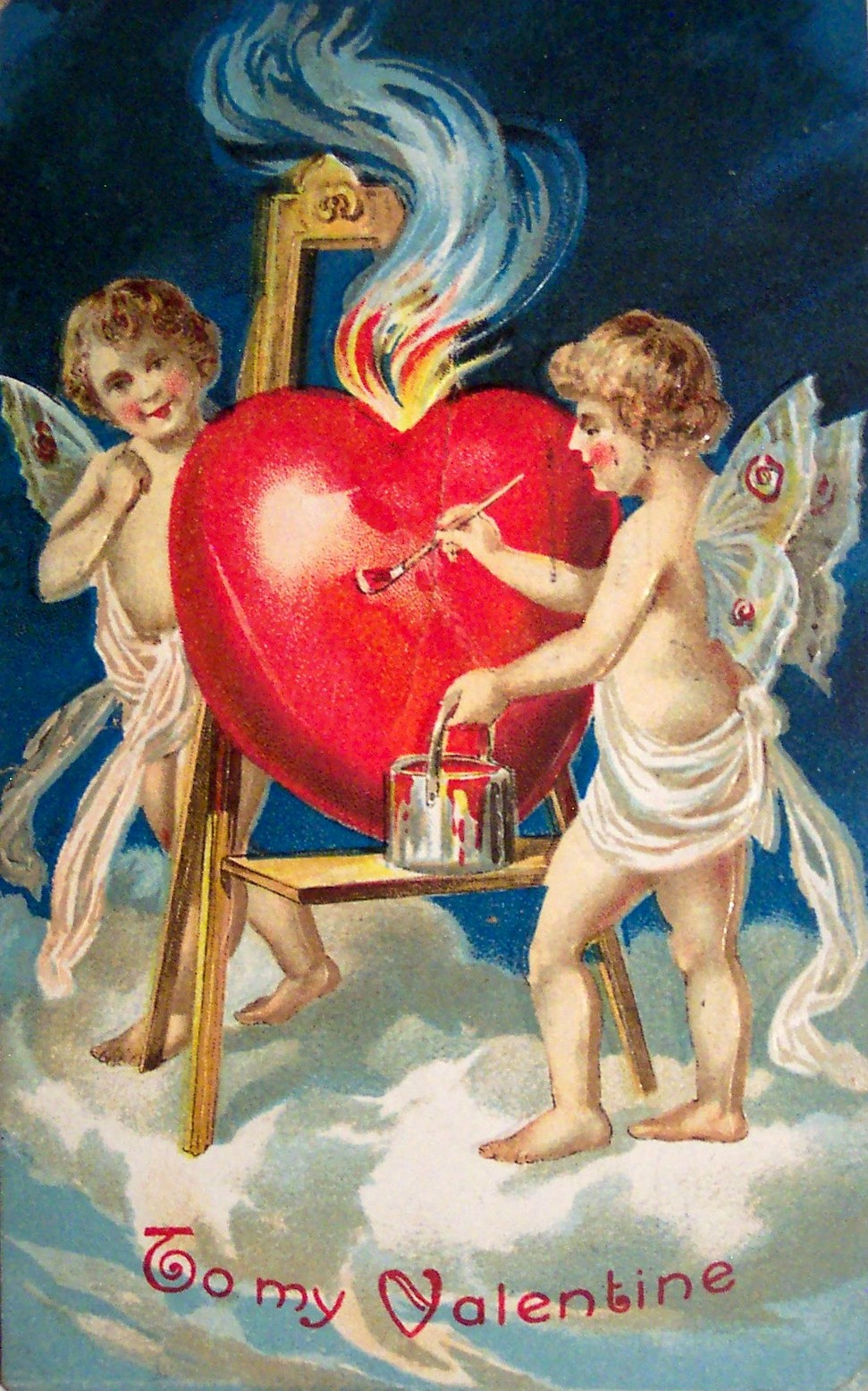
Hayley Williams confirmó que como parte para agregar un tema de Día de San Valentín, la banda seleccionó tarjetas que fueron enviadas por seguidores, y a estas las hicieron aparecer en el vídeo. Las tarjetas pueden ser observadas en el estribillo del vídeo musical.

Un vídeo musical de «The Only Exception» fue dirigido por Brandon Chesbro, quien ya llevaba dos años trabajando con Paramore. El vídeo de la canción fue el debut de Chesbro como director de vídeos musicales. Antes del vídeo de «The Only Exception», Chesbro había sido contactado para dirigir los dos sencillos previos de Brand New Eyes («Ignorance» y «Brick By Boring Brick»), pero rechazó dirigirlos por diferencias creativas. En diciembre de 2009, se le pidió dirigir el vídeo musical de «The Only Exception». Aunque el proceso de creación del guion gráfico llevó un tiempo, el vídeo fue filmado en cuatro días. El vídeo musical se estrenó el 17 de febrero de 2010, en el sitio web oficial de Paramore. Williams confirmó que como parte para agregar un tema de Día de San Valentín, la banda seleccionó tarjetas que fueron enviadas por seguidores, y a estas las hicieron aparecer en el vídeo. En una entrevista con MTV, Chesbro comentó sobre la filmación de la escena con Williams acostada sobre las tarjetas durante el vídeo musical, diciendo: 

La banda tiene seguidores locos. Todas las tarjetas son tan detalladas [...] estos chicos dedicaron un tiempo serio a esas tarjetas. Esa es mi toma favorita de todo el vídeo. Fue lo primero que filmamos y pensé que lo único que teníamos era esa toma, y eso sería perfecto ya que todo el vídeo se haría por sí mismo.

El vídeo empieza con Hayley Williams despertando en un sofá al lado de un hombre sin nombre, y esta escribe una nota que dice «I'm sorry» —en español: «Lo siento»—. A partir de ahí se dirige a la habitación de al lado y la abraza un adulto, quien, basado en las letras de la canción, se presume que es su padre. Una conversación que sobreviene con Williams muestra una foto de alguien que presume ser su madre. El vídeo continúa con Hayley en su habitación mirándose en el espejo, cantando acerca de cómo el amor no existe. A continuación, se mueve a través de un armario con ropa escogiendo un traje, y entra a un restaurante donde hay una fila de hombres que rotan para tener una cita con ella. En la transición del vídeo, Williams se mueve hacia la habitación de al lado, donde hay una boda —todos están vestidos de blanco, excepto Williams quien viene vestida de negro— y huye de la escena cuando la novia entra.
Durante el estribillo de la canción, la imagen pasa a la escena donde Hayley canta «Darling, You are the only exception» —en español: «Cariño, tú eres la única excepción»— mientras está acostada sobre una pila gigante de tarjetas del Día de San Valentín. A lo largo del vídeo se muestran escenas de Williams cantando con el resto de los miembros de Paramore en un fondo oscuro, mientras se ve cómo Hayley está sentada con un micrófono cantando y los demás miembros tocan instrumentos. En los últimos momentos del vídeo, Williams ubica al mismo hombre con el que se despertó al comienzo del vídeo entre la multitud en un concierto de rock. Después de fantasear los dos juntos, vuelve atrás de regreso a través de las distintas habitaciones hacia la escena original en el inicio del vídeo. Mientras Hayley canta «You are the only exception. And I'm, on my way to believing» —en español: «Tú eres la única excepción. Y estoy en camino a creerlo»—, vuelve al sofá donde el hombre sigue durmiendo, oculta la nota que ella escribió en su bolsillo y vuelve colocarse junto a su lado.
El vídeo musical de «The Only Exception» en general fue bien recibido por los críticos de música. Kyle Anderson, escritor de MTV, comentó que el vídeo es «por lejos el clip más visualmente interesante y complejo que el grupo haya producido jamás». Anderson declaró además que «a pesar de la complejidad del vídeo, todo el proceso fue muy eficiente». Comentó que el vídeo, con base a su resultado, fue «un poco sorprendente» saber que estaba dirigido por un director que resultaba ser su primera vez dirigiendo. Mike Sheffield de Spin consideró el vídeo musical como una «historia de amor» y lo describió como: «Día de San Valentín + épica balada emo = el nuevo vídeo para "The Only Exception"». Chesbro dijo que estaba contento con el producto final del vídeo musical y que la dirección de este le hizo interesarse más en la dirección de vídeos, diciendo: «Realmente me gustaría hacer más vídeos ahora [...] Este vídeo resultó tan perfecto que me preocupa que ninguna otra cosa vaya a salir tan bien ahora. Estaba súper orgulloso de ser parte de este vídeo».

## Recepción

### Comentarios de la crítica
«The Only Exception» recibió críticas generalmente positivas de los críticos de música contemporánea. La interpretación vocal de Williams fue elogiada principalmente por los críticos de música. El escritor Mikael Wood de la revista Spin consideró que «The Only Exception» era un «número acústico asombrosamente conmovedor» y comparó su estructura musical con el álbum de Coldplay, Parachutes. Wood también comentó que la canción era un «mejoramiento» que consistía de «concentración e intensidad». Leonie Cooper de NME señaló en su revisión que en Brand New Eyes Paramore fue capaz de «mostrar su madurez» con múltiples canciones de balada, especificando a «The Only Exception». Cooper comentó que si bien la letra de la canción parecía ser una «indescriptible canción de amor» que no «garantiza el brusco cambio de ritmo», alabó la voz de Williams. Cooper declaró además que:

«[La canción] se siente como algo desestimada por ser demasiada ligera, con un rasgueo típico de una fogata, y el aire aburrido en general. Su gracia salvadora, sin embargo, viene con la voz de Williams, que es perfecta y fuerte en todas partes. A pesar de que la canción se vuelva cursi, ella [Hayley] nunca lo hace – debilidad es algo que simplemente no está presente el repertorio de esta señorita».

Marc Hirsh de The Boston Globe figuró a «The Only Exception» como el punto culminante de Brand New Eyes, acreditando a la canción como «esencial» para el álbum. Hirsh además dijo que la canción es «probablemente la mejor pista para comenzar» con el álbum, describiendo también la voz de Williams como el «forjamiento de una conexión» más que «simplemente escupir sus sentimientos»; también elogió a los otros miembros de la banda por crear «un ambiente de estilo fogata lento-simpático». Channing Freeman de Sputnikmusic sentía que «The Only Exception» poseía similitudes con la canción de Brand New, «The Boy Who Blocked His Own Shot». Freeman dijo que en el álbum All We Know Is Falling, la canción «My Heart» fue un «canto contundente y evidente» que se enfocó en un «clímax para ser emocional», pero con «The Only Exception», Paramore se «ha dado cuenta de que no tiene terminar fuerte sus canciones para incitar una reacción al oyente». También señaló que la canción muestra que las letras de Williams «han mejorado definitivamente». Jesse Catalodo de la revista en línea Slant Magazine consideró que la letra de «The Only Exception» y sus melodías vocales «son la mezcla de un pop perfecto».

### Recibimiento comercial
«The Only Exception» llegó como máxima posición al número treinta y ocho de la lista de canciones pop de Billboard; la canción se mantuvo en esta lista por solo dos semanas. Sin embargo, en la semana del 12 de junio de 2010, la canción debutó en el número noventa en la Billboard Hot 100. La pista ha tenido más éxito a nivel internacional, generalmente estando dentro de los viente primeros en las listas de varios países. «The Only Exception» debutó en el número treinta y ocho en la lista de Nueva Zelanda RIANZ el 22 de febrero de 2010. A la semana siguiente, la canción subió quince posiciones hasta el número veintitrés, habiendo alcanzado posteriormente su mejor posición en el puesto número trece en la lista del país. Después de cuatro semanas en la lista, «The Only Exception» alcanzó el puesto número dos en el United Kingdom's Rock Chart el 14 de marzo de 2010, permaneciendo en esa posición durante tres semanas, pero moviéndose al número uno de la lista el 5 de abril de 2010.
La canción entró en la UK Singles Chart en el número ochenta el 28 de marzo de 2010. La canción logró el número treinta y uno como mejor posición en dicha lista. El tema alcanzó el puesto número cuarenta y siete en Austria el 28 de marzo de 2010. El sencillo también debutó como su posición máxima, la número ochenta y cuatro,  en la Eurochart Hot 100 Singles, el 24 de abril de 2010. «The Only Exception» debutó en el número cincuenta y nueve en el Brazilian Hot 100 Airplay chart, convirtiéndose en el primer sencillo del grupo en entrar en las listas de popularidad brasileñas, llegando posteriormente al número treinta y dos.

## En la cultura popular

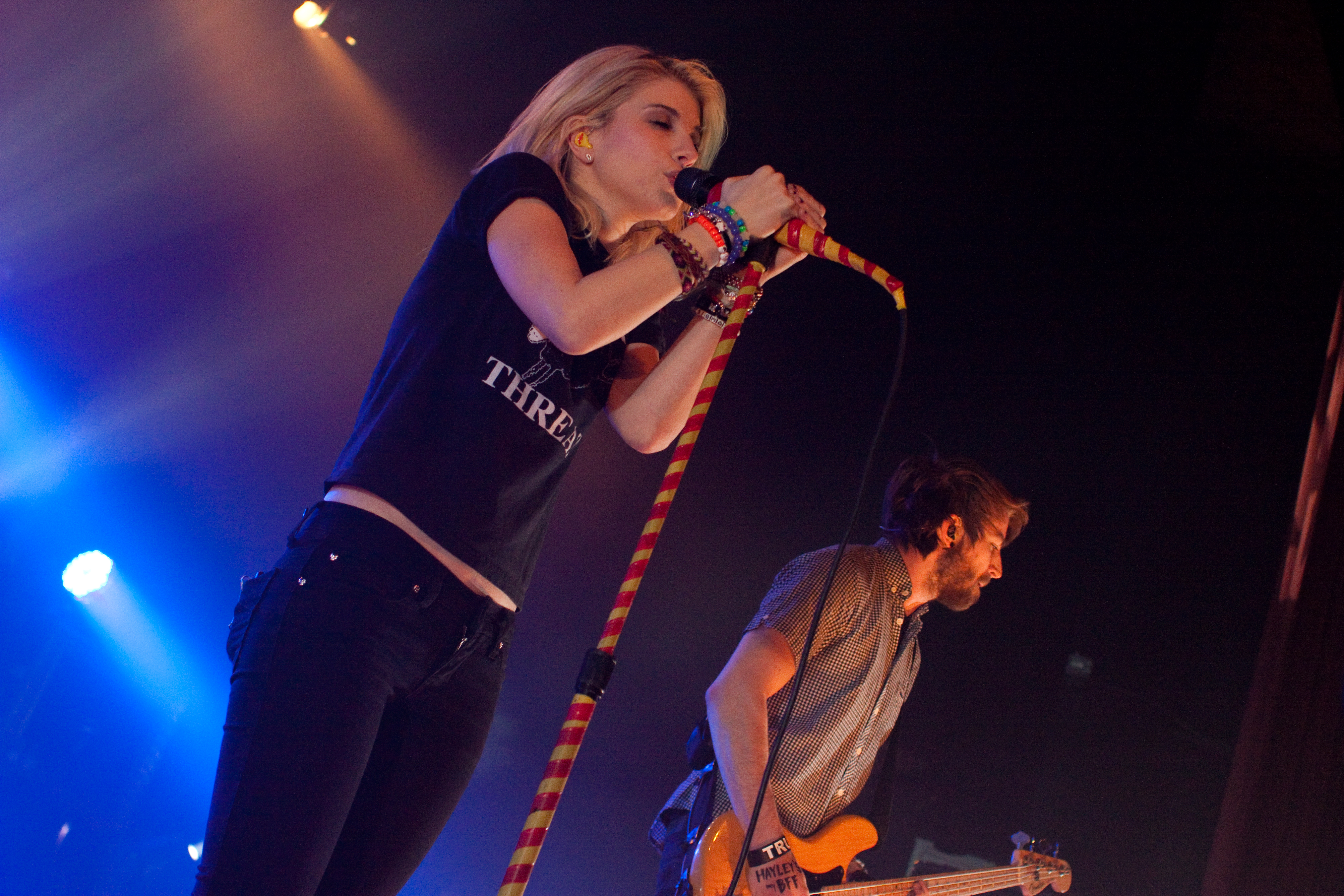
Paramore durante un concierto en vivo durante el Brand New Eyes World Tour, en noviembre de 2009. En la imagen, Hayley Williams y Jeremy Davis.

### Interpretaciones en directo
- La banda realizó una interpretación en vivo de «The Only Exception» durante el Ellen DeGeneres Show, el 14 de mayo de 2010.[22]

- El 12 de septiembre de 2010, Paramore interpretó el coro y el outro de la canción durante los MTV Video Music Awards 2010.[23]

- La banda interpretó «The Only Exception» en el concierto anual VH1 Divas,[24] junto con las canciones «Misery Business», «Decode» y «My Hero».[25]

- Paramore realizó una interpretación de la canción en el Madison Square Garden,[26] interpretando además «Misery Business» y «Brick by Boring Brick».[27]

### Otras apariciones
- El vídeo musical de «The Only Exception» aparece en la recopilación del grupo Paramore's Videos. All of Them. Ever, lanzada en mayo de 2010.[28]
- La canción apareció en el álbum recopilatorio Grammy Nominees 2011 en la 53.º entrega de los Premios Grammy.[29]

### Otras versiones
- Sam Tsui y Kurt Schneider hicieron una versión acústica de la canción.[30]
- April Chase realizó una versión de «The Only Exception», siendo esta dirigida por Marco Bercasio.[31]
- Rachel G. Fox igualmente hizo una versión acústica.[32]
- Chris Ninni y Ben Hazlewood canto la canción en The Voice Australia
- Kelly Clarkson cover de la canción como parte de Stronger Tour

### Versión de Glee
La canción fue interpretada, junto con varios otros temas de Britney Spears, en el episodio «Britney/Brittany» de la serie de televisión estadounidense Glee, que se trasmitió el 28 de septiembre de 2010. Lea Michele (quien interpreta a Rachel Berry) cantó el tema al final del episodio como una forma de disculpa hacia su novio, Finn Hudson (interpretado por Cory Monteith). La versión gozó de una buena acogida: Erica Futterman de Rolling Stone la calificó de «magnífica y sensible», y Tim Stack de Entertainment Weekly alabó al episodio y lo denominó «agradable y emocional». Hayley Williams elogió la voz de Michele a través de su perfil de Twitter. El cover fue lanzado como sencillo y obtuvo el número veintidós en las listas de popularidad de Canadá e Irlanda, veintiséis en los Estados Unidos y sesenta en Australia; con unas ventas de 89 000 copias en los Estados Unidos de acuerdo con Nielsen SoundScan.

## The Only Exception EP
The Only Exception EP es el tercer extended play de Paramore. Fue lanzado exclusivamente para la tienda virtual iTunes el 28 de septiembre de 2010. Este EP incluye la versión del álbum de «The Only Exception», además de una versión acústica de dicha canción, y el vídeo musical de este mismo tema.

## Lista de canciones
| Siete pulgadas |                                          |          |  |
| N.º            | Título                                   | Duración |  |
| 1.             | «The Only Exception» (versión del álbum) | 4:27     |  |

| The Only Exception EP |                                          |          |  |
| N.º                   | Título                                   | Duración |  |
| 1.                    | «The Only Exception» (versión del álbum) | 4:27     |  |
| 2.                    | «The Only Exception» (versión acústica)  | 4:33     |  |
| 3.                    | «The Only Exception» (vídeo musical)     | 4:27     |  |

## Listas y certificaciones
| Australia      | Australian Singles Chart  | 17 |
| Brasil         | Brasil Hot 100 Airplay    | 32 |
| Canadá         | Canadian Hot 100          | 25 |
| Unión Europea  | European Hot 100          | 72 |
| Irlanda        | Irish Singles Chart       | 28 |
| Nueva Zelanda  | New Zealand Singles Chart | 13 |
| Reino Unido    | UK Rock Charts            | 1  |
| Reino Unido    | UK Singles Chart          | 31 |
| Estados Unidos | Billboard Hot 100         | 24 |
| Colombia       | Rock 20                   | 1  |

| Lista (2010)          | Mejor posición |
| --------------------- | -------------- |
| Australia (ARIA)      | 75             |
| Billboard Hot 100     | 93             |
| Radioacktiva Rock 100 | 3              |

| País           | Certificación |
| -------------- | ------------- |
| Australia      | Platino       |
| Nueva Zelanda  | Oro           |
| Estados Unidos | Platino       |

## Créditos
El personal que contribuyó en «The Only Exception» se muestra a continuación:
| - Producción - Rob Cavallo - productor - Paramore - coproductor - Chris Lord-Alge - mezcla de audio - Ted Jensen - masterización - Doug McKean - ingeniería de sonido - Jamie Muhoberac - teclados, órgano | - Paramore - Hayley Williams – vocalista principal - Josh Farro – guitarra rítmica, guitarra acústica y vocalista de apoyo - Taylor York – guitarra líder y guitarra acústica - Jeremy Davis – bajo eléctrico - Zac Farro – batería y percusión |